# James Van Der Zee

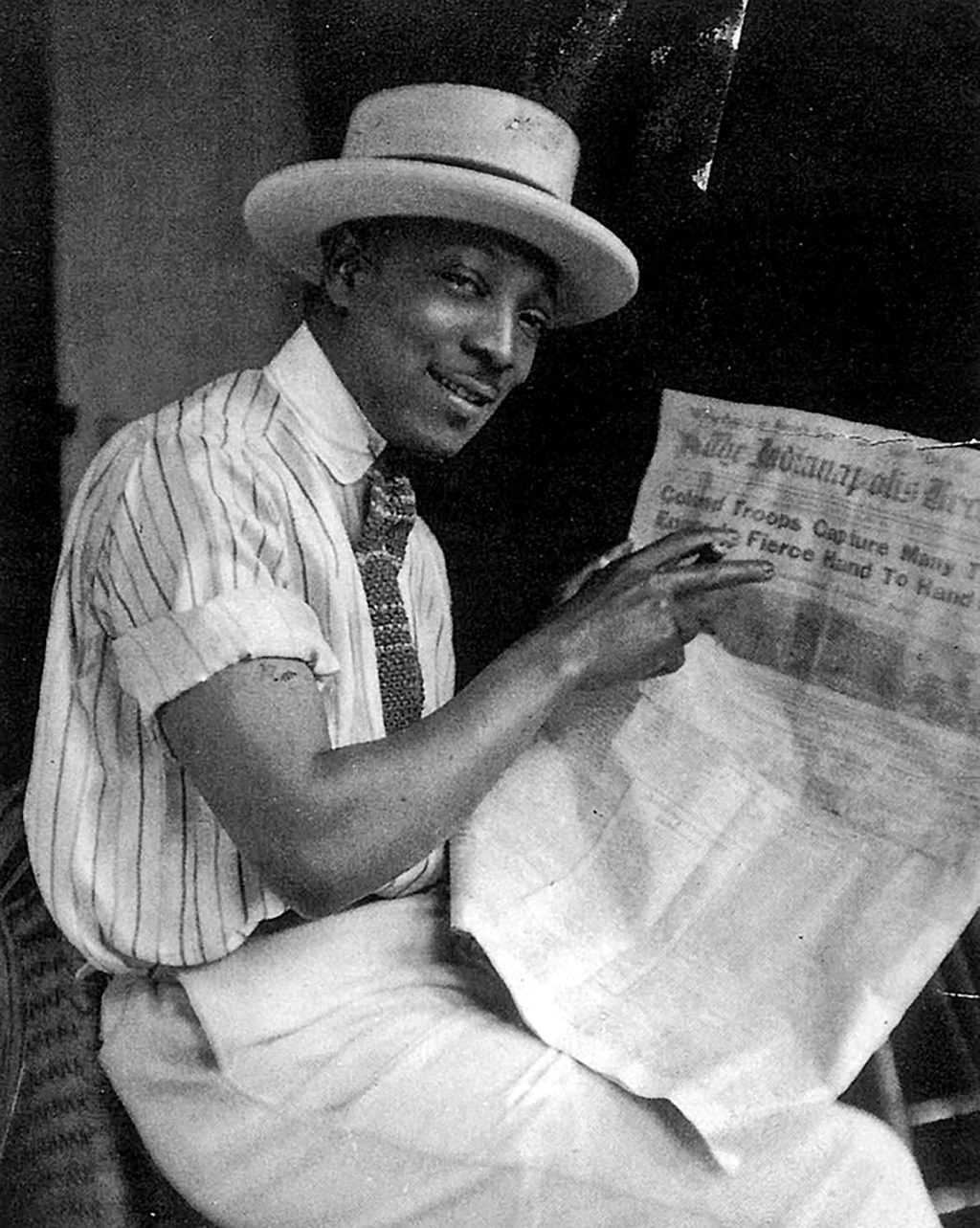
James Van Der Zee, Selbstporträt (1918)

James Van Der Zee (* 29. Juni 1886 in Lenox, Massachusetts; † 15. Mai 1983 in Washington, D.C.) war ein US-amerikanischer Fotograf.

## Leben
Van Der Zee wuchs als zweites von sechs Kindern im engen Familienzusammenhang auf. Als Kind lernte er Musikinstrumente wie Violine oder Piano spielen und erfuhr vieles über die Künste. Im Alter von 14 Jahren machte er bereits in seiner Geburtsstadt Fotografien der Stadt und Familienporträts mit einer ihm geschenkten Kamera und entwickelte die Bilder selbst.
Nach Van Der Zees Umzug nach New York City mit Vater und Bruder wurde für ihn der Musikunterricht zur Hauptgeldquelle. Mit 29 Jahren arbeitete er in der Dunkelkammer des Kaufhauses Gertz in Newark, New Jersey und sprang für seinen Arbeitgeber, wenn notwendig, als Fotograf ein. 1917 machte er sein eigenes Studio, Guarantee Photography, auf und hatte sofort Erfolg. Er gehörte zu dem Künstlerkreis der 1920er Jahre, der unter der Bezeichnung Harlem Renaissance bekannt wurde. 1932 zog er in ein größeres Studio in Harlem, das GGG-Studio an der Lenox Avenue zwischen der 123. und 124 Straße. Seine Fotografien machte er in einem opulenten Rahmen mit exotischer Architektur und in manchen Fällen mit Kleidung, die an die Zeit um die vorangegangene Jahrhundertwende erinnerte.
Die Jahre der Weltwirtschaftskrise und das Aufkommen von Kleinbildkameras zwangen Van Der Zee sich mit Passfotos und anderen Aufträgen durchzuschlagen. Nach dem Zweiten Weltkrieg bekam er einige Sonderaufträge und befasste sich mit der Restaurierung von Fotografien. Erst im hohen Alter wurden er und seine Sammlung von Fotografien und Negativen der breiten Öffentlichkeit bekannt. Die meisten Fotografien der Ausstellung Harlem on My Mind des Metropolitan Museum of Art im Jahre 1969 stammten von ihm. In den 1970er Jahren porträtierte er Berühmtheiten wie zum Beispiel Bill Cosby, Muhammad Ali und Lou Rawls.

## Veröffentlichung
- mit Owen Dodson und Camille Billops: The Harlem Book of the Dead. Morgan & Morgan, Dobbs Ferry, New York City, USA 1998, ISBN 0-871001527.

## Ausstellung
- 1993: Retrospektive in der National Portrait Gallery, Washington D.C.